# Grand Prix de Wallonie 1938
La 4e édition du Grand Prix de Wallonie a eu lieu le 29 mai 1938. Elle a été remportée par le Belge Adolph Braeckeveldt.

## Classement final
Adolph Braeckeveldt remporte la course en parcourant les 218 kilomètres en 6 h 20 à la vitesse moyenne de 34,421 km/h,.
| \| Classement général \| Classement général \| Classement général \| Classement général \| Classement général \| \| Coureur \| Coureur \| Pays \| Équipe \| Temps \| \| ------------------ \| ----------------------- \| ------------------ \| ------------------ \| ------------------ \| \| 1er \| Adolf Braeckeveldt \| Belgique \| Helyett-Hutchinson \| 6 h 20 min 00 s \| \| 2e \| Frans Demondt \| Belgique \| \| \| \| 3e \| Leopold Van Den Bossche \| Belgique \| Helyett-Hutchinson \| \| |                         |          |                    |                 |
| |                         |          |                    |                 |
| Sources : ProCyclingStats Cycling Archives |                         |          |                    |                 |
| Classement général |                         |          |                    |                 |
| Coureur | Coureur                 | Pays     | Équipe             | Temps           |
| 1er | Adolf Braeckeveldt      | Belgique | Helyett-Hutchinson | 6 h 20 min 00 s |
| 2e | Frans Demondt           | Belgique |                    |                 |
| 3e | Leopold Van Den Bossche | Belgique | Helyett-Hutchinson |                 |